# Weligton
Weligton Robson Pena de Oliveira (né le 26 août 1979), plus connu sous le nom de Weligton Robson, est un ancien footballeur brésilien qui jouait en tant que défenseur.

## Biographie
Après des débuts au Brésil dans l'équipe de Campinas en 2000, il s'engage à Paraná Clube en 2002. 
Il arrive ensuite au Portugal en août 2003 dans l'équipe de Liga Vitalis (D2) de FC Penafiel. Il participe grandement à la promotion de l'équipe en Liga Sagres (D1), en jouant une trentaine de machs. S'ensuivent 2 saisons pleines en Liga Sagres où il joue une soixantaine de matchs de bons niveau. En fin de saison 2006, Penafiel est relégué et il s'engage pour le club suisse des Grasshopper Zurich. Le club termine en milieu de tableau et Weligton reçoit une proposition de prêt du club espagnol de Málaga. Après seulement une saison en Suisse, il s'engage en Segunda Division. 
Cette saison 2007-08 est un succès, il s'impose comme titulaire et le club est vice-champion de Segunda Division. Il est alors recruté définitivement par Málaga et il s'aprête à faire ses débuts en Liga en 2008. 
Le 18 novembre 2008, il participe au sixième Match Contre la Pauvreté parrainé par Zidane et Ronaldo à Fès. Il y inscrit d'ailleurs un but, dans un match dont le résultat fut 6-5 pour l'équipe de Ronaldo.
Weligton a marqué son premier but pour Málaga le 17 mai 2009 lors de la défaite 1-2 contre le Sporting de Gijón. Le club termine 8e et échoue de peu à la qualification en Ligue Europa.